# Образцовый читатель
Образцовый читатель — концепция, разработанная Умберто Эко, она знаменует собой исключительно важную и активную роль читателя, так как интерпретация, исходящая от читателя, влияет на сам интерпретируемый объект — «интерпретация не невинна». Эко выделяет эмпирического и образцового/идеального («model reader») читателя, а так же эмпирического и образцового автора. В художественном треугольнике «автор — текст — реципиент» Эко интересует прежде всего роль реципиента, ему не интересен эмпирический автор. Если переводить эту триаду на язык Умберто Эко, то автор — это эмпирический автор, текст — это образцовый автор, а реципиент — образцовый читатель.

## Использование текста
Эко говорит о том, что мы все изначально эмпирические читатели, которые вольны использовать текст, то есть относиться к нему как к средству. Таким образом, сам текст как структура не интересует эмпирического читателя, а лишь его польза. Эмпирический читатель использует текст для нахождения своих смыслов и репрезентации собственной субъективности.

## Интерпретация текста
Подразумевает под собой образцового читателя, воспринимающего текст как самоцель, который важен сам по себе. Задачей такого читателя является интерпретация текста, то есть здесь становится важной проблема толкования. Образцовый читатель всегда занимает активную роль, так как текст «ленив», он не может повествовать обо всем вообще — его необходимо достраивать, что вынуждает реципиента занимать активную роль, которую Эко рассматривает как естественное состояние, его «модус существования». Цель образцового читателя — искать образцового автора. 

## Образцовый читатель
Умберто Эко делит образцового читателя на два уровня:
1. Образцовый читатель первого порядка испытывает на себе аффективное восприятие, но в отличие от эмпирического читателя ему интересен текст — он чувствует границы использования и интерпретации текста. Как правило, образцовый читатель первого порядка — это целевая аудитория  текста, которая не осознает структуры, на него воздействующие.
2. Образцовый читатель второго порядка рефлексирует и испытывает эстетический эффект от осознания и выявления структур текста, которые влияют на образцового читателя первого порядка. Такой читатель осуществляет анализ текста и вычленяет из него воздействующие на реципиента структуры, которые позволяют ему «достраивать» текст путем интерпретации.

## Автор
Так же как и читателя, Эко делит автора на эмпирического и образцового:
1. Эмпирический автор — это непосредственно сам создатель текста, автор как человек с его личностными психологическими характеристиками и биографией. Такой автор совершенно не интересует Эко.
2. Образцовый автор — это совокупность художественных приемов, используемых автором для текста — его стиль. Это «инструкция», заложенная в структуру текста, которой мы должны следовать, если хотим быть образцовыми читателями. Это стиль с обращением к образцовому читателю, целью которого является поиск образцового автора.